# Sándor Fazekas
Sándor Fazekas (ur. 3 maja 1963 w Karcagu) – węgierski polityk, prawnik i samorządowiec, długoletni burmistrz Karcagu, parlamentarzysta, od 2010 minister rozwoju wsi, następnie od 2014 do 2018 minister rolnictwa.

## Życiorys
W 1987 ukończył studia prawnicze na Uniwersytecie Segedyńskim. Do 1990 pracował jako doradca prawny. Następnie objął stanowisko burmistrza swojej rodzinnej miejscowości, uzyskując ponowny wybór na tę funkcję w 1994, 1998, 2002 oraz 2006 i pełniąc ją nieprzerwanie do 2010. Jednocześnie od 1994 do 1998 i od 2002 do 2010 zasiadał w radzie komitatu Jász-Nagykun-Szolnok, kierując przez pewien czas frakcją Fideszu.
W latach 1998–2002 po raz pierwszy sprawował mandat posła do Zgromadzenia Narodowego. Powrócił do krajowego parlamentu w 2006, wybierany do niego również w 2010, 2014, 2018 i 2022.
W czerwcu 2010 został ministrem rozwoju wsi w drugim gabinecie Viktora Orbána. W czerwcu 2014 pozostał w trzecim gabinecie tego premiera jako minister rolnictwa. Zakończył pełnienie tej funkcji w maju 2018.